# Matthäus Brandis
Matthäus Brandis (* Delitzsch; † nach 1512) war ein deutscher Buchdrucker, der in Lübeck und Dänemark wirkte.

## Leben
Matthäus Brandis war einer der Brüder des Buchdruckers Lucas Brandis. Die Familie stammt aus der Kleinstadt Delitzsch bei Leipzig. In der Messestadt wurde Matthäus auch zum Drucker ausgebildet, wahrscheinlich in der Offizin seines Bruders Marcus Brandis. Danach ging er nach Lübeck, wo er 1484 erstmals urkundlich nachgewiesen ist; seine ersten Drucke in Lübeck datieren auf das Jahr 1485. Ab 1487 besaß er in der freien Reichs- und Hansestadt eine eigene Werkstatt, in der er auch für die „Mohnkopfdruckerei“ des Hans van Ghetelen arbeitete. Bis zum Jahr 1500 ist er hier nachweisbar. 1497 arbeitete er mit seinem Bruder Lukas an einem Breviarium für das dänische Bistum Odense. Vier Jahre später schließlich zog er nach Dänemark und druckte in der jütländischen Bischofsstadt Ribe. 1503 kehrt er, wenn überhaupt, kurz nach Lübeck zurück, wo sein Haus zwangsverwaltet wird. 1504 druckt er in Ribe, um dann 1506 seine Tätigkeit in Kopenhagen fortzusetzen, wo dann 1510 das Missale Hafniense erscheint, das aber nicht als Messbuch für Kopenhagen, sondern für das Bistum Roskilde gedacht war. Die letzten Nachrichten über einen ausgeführten Druckauftrag an ihn sind aus dem Jahr 1512. Seine Typen wurden von einer 1513 eröffneten neuen Werkstatt übernommen. Peter Brandis – vermutlich Matthäus’ Sohn – druckte 1528 in Kopenhagen.

## Werke

### In Lübeck
- Imitatio Christi von Thomas von Kempen, Lübeck 1485
- Chronica Slavica (Lateinische Fassung/Mittelniederdeutsche Fassung)

(Digitalisat des lateinischen Exemplars der Bayerischen Staatsbibliothek)
(Digitalisat des lateinischen Exemplars der Anna-Amalia-Bibliothek)
Ausgabe: Ernst Adolf Theodor Laspeyres: Chronicon Slavicum quod vulgo dicitur parochi Suselensis. Lübeck 1865 (Digitalisat)
- Lucidarius in Mittelniederdeutsch
- das Jyske Lov, 1486
- das Messbuch für Lübeck (Missale Lubicense) im Auftrage des Bischofs Albert II. Krummendiek, 1486

Digitalisat des Exemplars der Stadtbibliothek Lübeck, I.-K. 877
- Van der Pestilencien um 1486
- einen Totentanz in Mittelniederdeutsch, 1487
- Jacobus de Jüterbog: De valore et utilitate missarum pro defunctis Daran: Johannes  de Mechlinia: Determinatio (um 1493), (Digitalisat des Exemplars der Bayerischen Staatsbibliothek)

### In Odense
- Messbuch für Odense
- de denscke kroneke als niederdeutscher Auszug aus der Gesta Danorum des Saxo Grammaticus

### In Ribe
- das Jyske Lov (jütisches Recht) in Latein und dänisch

### Kopenhagen
- Missale Hafniense, 1510
- Katolsk Haandbog, um 1510